# Nordische Megalitharchitektur

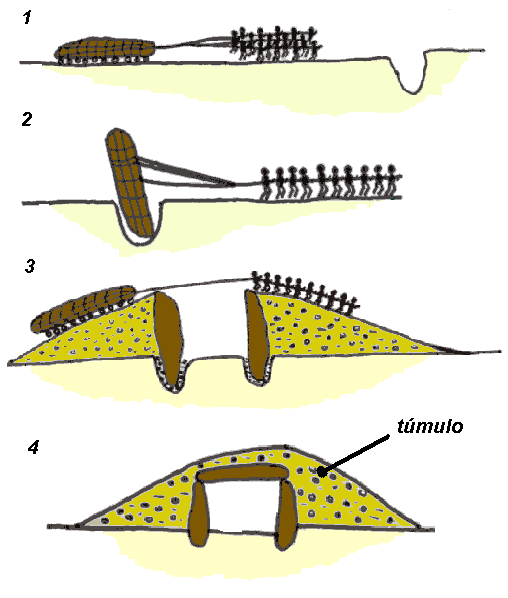
Vorstellung zur Anlagenherstellung

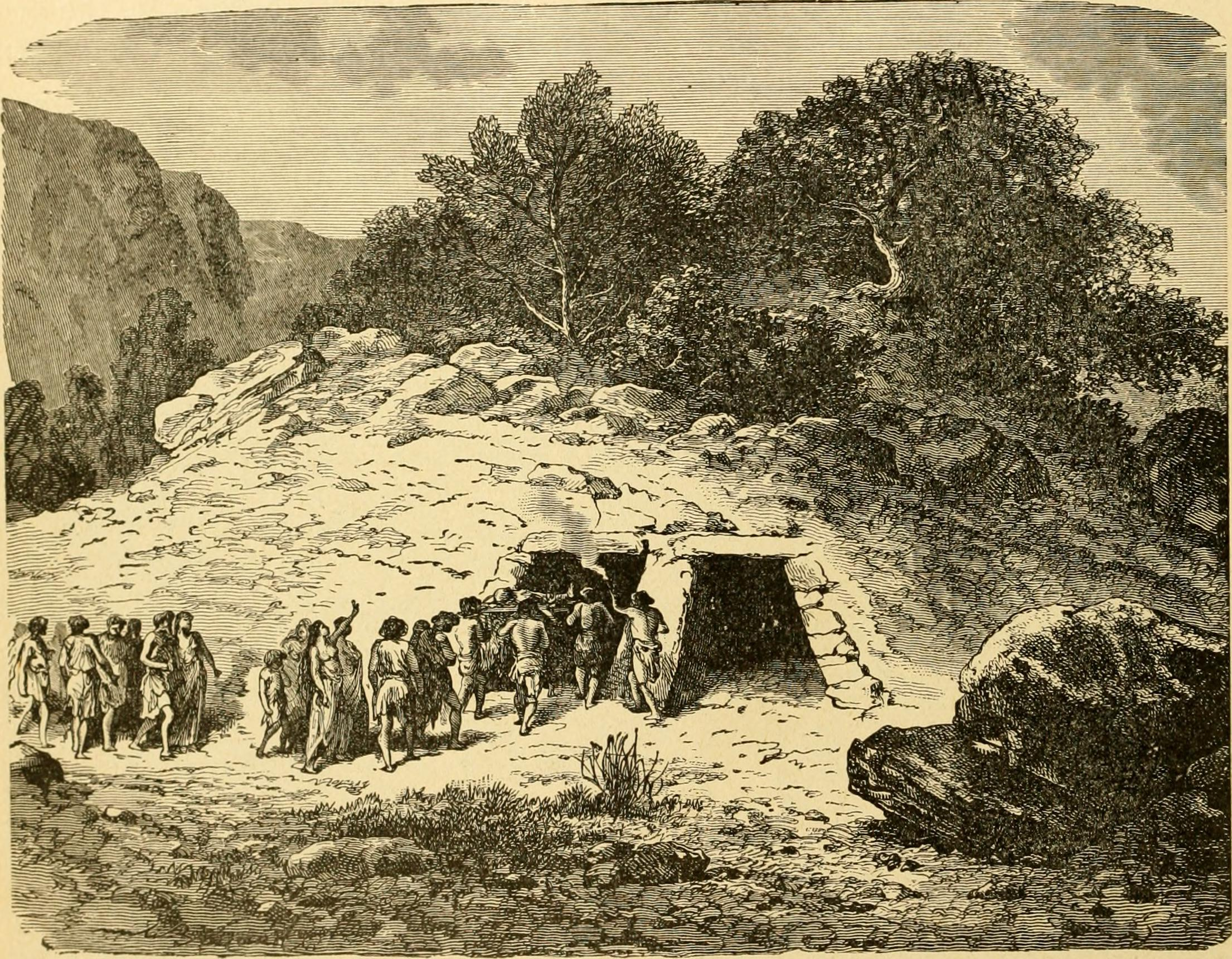
Vorstellung zur Anlagennutzung

Nordische Megalitharchitektur bezeichnet die zumeist aus Findlingen, selten aus rohen, sehr wenig behauenen Steinblöcken oder Steinplatten errichteten Bauwerke (Megalithanlagen) der Megalithkultur in der nördlichen Hälfte Mitteleuropas einschließlich Dänemarks und in Skandinavien. Sie entstand im Wesentlichen zwischen 3500 und 2800 v. Chr. und ist primär ein Produkt der Trichterbecherkultur (TBK), in Deutschland aber auch der Wartberg- und der Walternienburg-Bernburger Kultur.
Ewald Schuldt (1914–1987) hat in Mecklenburg-Vorpommern zwischen 1964 und 1974 über 100 Anlagen der verschiedenen Typen (Urdolmen, erweiterte Dolmen, Ganggrab, Großdolmen, Hünenbetten ohne Kammer) ausgegraben (keine Steinkisten). Daneben existieren in dem Gebiet noch Polygonaldolmen (alle nach dt. Nomenklatur). Am Rande des TBK-Gebietes finden sich in geringer Zahl Megalithanlagen anderen Typs (z. B. die Mitteldeutsche Kammer und das Galeriegrab). Später entstanden Grabkisten, Steinhaufengräber und marginale Typen (bootsförmigen Kammer von Bakenhus) bis hin zu den Rösen.
Die deutsche Nomenklatur gilt nicht in Dänemark und Skandinavien, wo gröber in Dolmen (dänisch Dysser, schwedisch Dösar), Ganggräber (schwedisch Gånggrifter, dänisch Jættestuer) und Steinkisten (dänisch Hellekister, schwedisch Hällkistor) unterteilt wird. Die Träger der TBK bauten nach vorsichtigen Schätzungen 30.000 Hünengräber. Über 7000 Großsteingräber sind in Dänemark bekannt, von denen etwa 2800 erhalten sind (in Deutschland liegen neueste Zahlen bei 11.648). Vermutlich haben einst über 75.000 Monumente existiert.

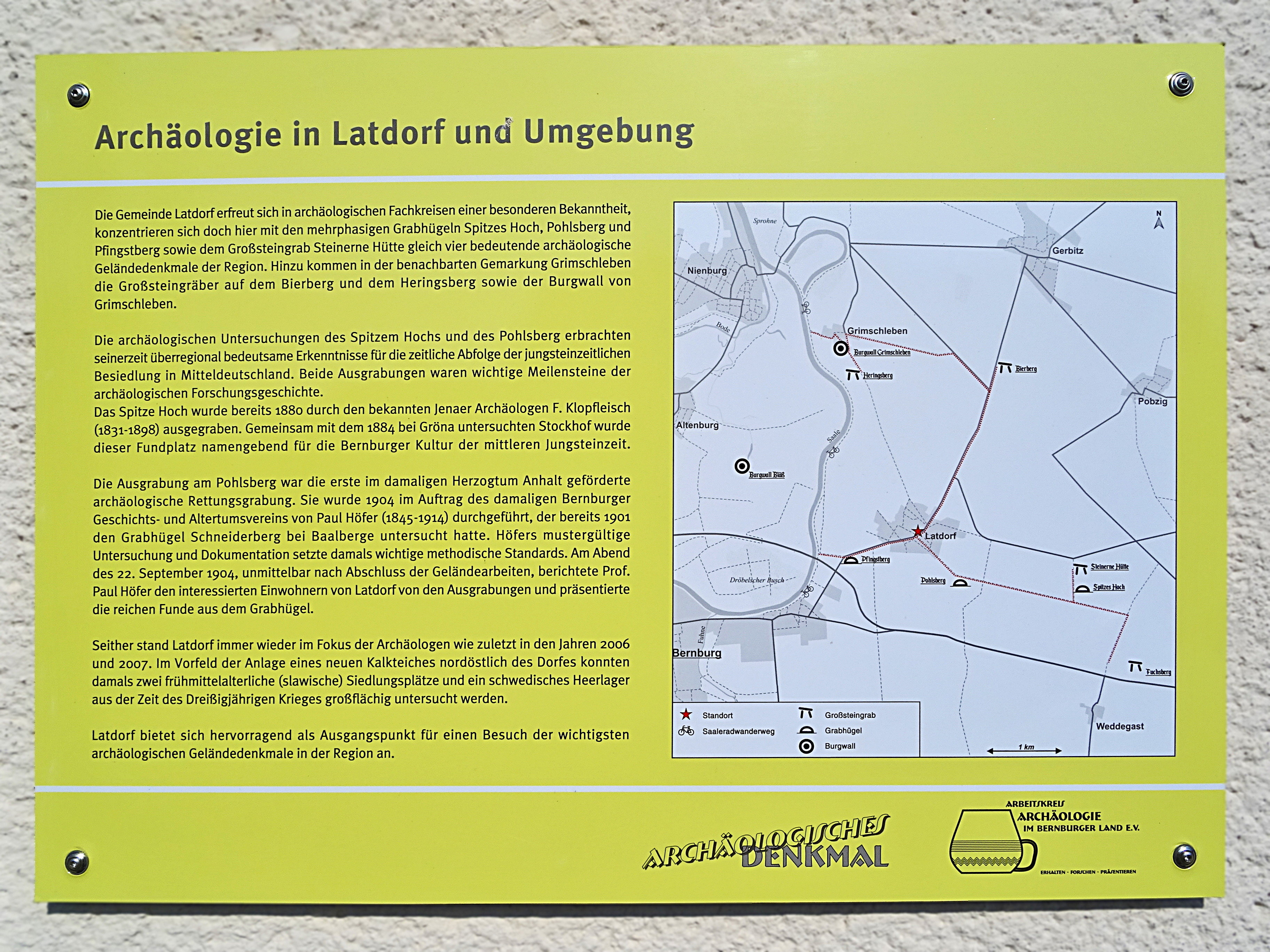
Großsteingräber bei Bernburg

## Kontext
Neolithische Monumente sind Ausdruck der Kultur und Glaubenswelt neolithischer Gesellschaften. Ihre Entstehung und Funktion gelten als Kennzeichen der sozialen Entwicklung. Schon früh vermutete man hinter den Megalithanlagen eine religiöse Bewegung. Diese spaltete sich – auch das Christentum spaltete sich in den vergangenen 2000 Jahren mehrfach – im Laufe von mehr als 8000 Jahren in verschiedene Sekten (Vere Gordon Childe 1947, S. 46).
Die Ausprägung der Anlagen ist regional bestimmt (so kennt Bornholm nur Ganggräber), war aber in erster Linie ressourcenabhängig. Baulich sind alle wesentlichen Elemente zwar in der etwa 500 Jahre älteren bretonischen Megalithtradition vorweggenommen, aber es spricht (entgegen früheren Annahmen) nichts für eine architektonische Beeinflussung.
Auf dem Höhepunkt muss die Bautätigkeit eine für den damaligen technologischen Stand und die Siedlungsdichte außergewöhnliche Intensität erreicht haben. Bernd Zich meint in Bezug auf mindestens 25.000 Großsteingräber, die im 4. Jahrtausend v. Chr. errichtet wurden: „Dass dies in Nordeuropa offenbar innerhalb von weniger als einem halben Jahrtausend geschah, sprengt selbst heute noch die Vorstellungskraft; bedeutet es doch, dass zwischen 3500 und 3100 v.Chr. etwa alle fünf Tage der Bau eines Großsteingrabes, nicht selten aus über 100 Steinen von mehreren Tonnen Gewicht bestehend, vollendet wurde!“

## Bautrupptheorie

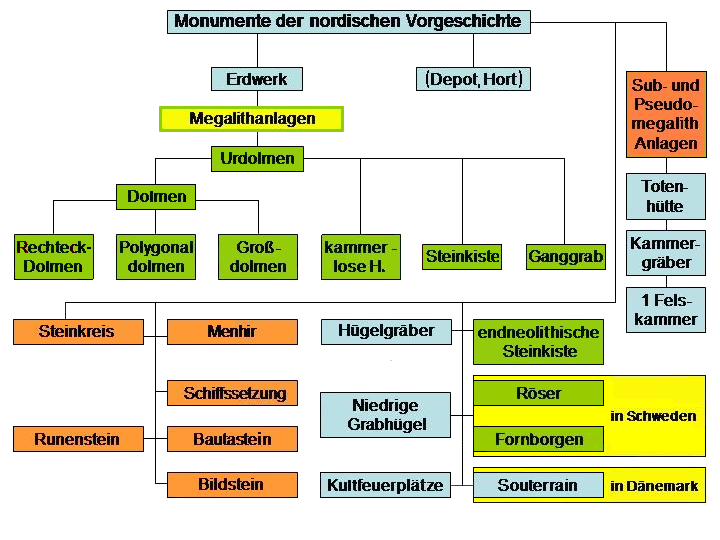
Nordische Megalitharchitektur und andere artifizielle Lösungen der Periode

Eine Erklärung für die unterschiedlichen Formen ist – neben der Grundvoraussetzung der Verfügbarkeit von Ressourcen und dem technischen Fortschritt – die von Friedrich Laux und Ewald Schuldt (1914–1987) vertretene Bautrupptheorie. Nach Friedrich Laux stehen hinter diesem Verbreitungsbild unterschiedliche „Bautraditionen“ oder „Bauschulen“: „Wenn man darüber hinaus auf engstem geographischen Raum Steinkammern antrifft, die übereinstimmende Bauelemente, z. B. gleichartig gefertigte Schwellensteine, aufweisen, ja zum Teil eine nahezu identische Größe haben, dann ist man geneigt an Bautrupps zu denken, die in den einzelnen Landschaften umherzogen und Aufträge ausführten. Zu ihrer Tätigkeit dürfte das Heranschaffen des ausgesuchten Baumaterials ebenso gehört haben wie die Bearbeitung der Findlinge selbst.“ Und: Da der Bau derartiger Kammern mit den einwärts geneigten Wandsteinen gewisse Kenntnisse der Statik voraussetzt, kann man jeweils mit einem verantwortlichen Baumeister rechnen, dem die Leitung oblag. Aufgrund der technischen Ausführungen folgerte Ewald Schuldt bereits 1972, dass die Monumente unter „Anleitung eines Spezialisten oder von Spezialistengruppen“ ausgeführt wurden. Ein Beleg dafür ist z. B. Sk 49 Dolmen von Skabersjö sn RAÄ 3, ein Dolmen in Schonen mit einer für Polen typischen, für Skandinavien völlig untypischen, dreieckigen Einfassung. Daneben gab und gibt es regionalistische Betrachtungsweisen, die eine selbständige Entwicklung des Megalithbaues in den europäischen Räumen annehmen, wobei das eine das andere nicht ausschließt.

## Elemente
Ewald Schuldt unterteilte die Architekturelemente in:
- Kammeraufbau (Wand- und Deckenaufbau)
- Zwischenmauerwerk
- Zugang und Schwellenstein
- Kammerdielen
- Kammereinrichtung (siehe Quartier (Archäologie))
- Hügel, Einfassung (und Wächtersteine)

## Kammeraufbau

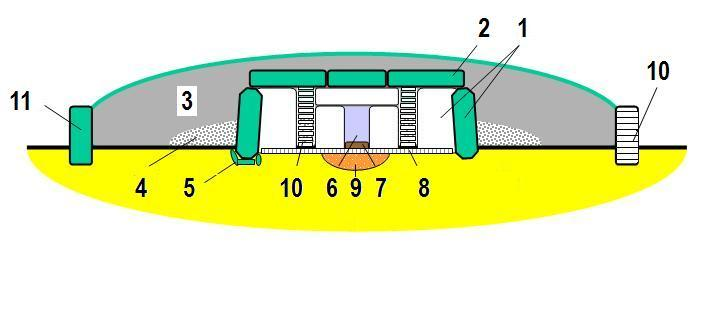
Ganggrab (Querschnitt) 1=Trag-, 2= Deckstein, 3=Erdhügel, 4=Dichtung, 5=Verkeilsteine, 6=Zugang, 7= Schwellenstein. 8=Bodenplatten, 9=Unterbodendepot, 10=Zwischenmauerwerk 11=Randsteine

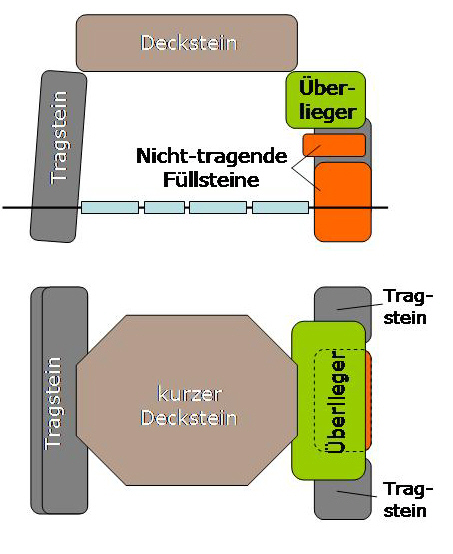
Überlieger

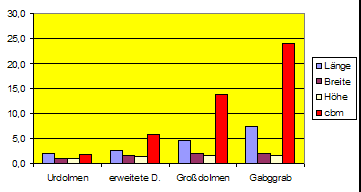
Größenmuster der Typen

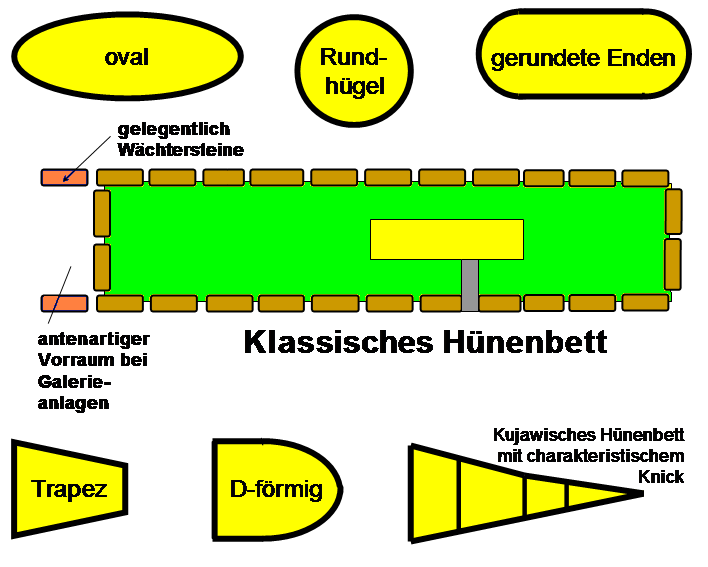
Einfassungsvarianten

Ein wesentlicher Unterschied im Kammeraufbau besteht zwischen den Anlagen, deren Decksteine ausschließlich in Dreipunkt-Auflage, und jenen, deren Decksteine auch mehrheitlich in Jochkonstruktion (Zweipunktauflage) aufgelegt wurden. Die für den Wand- und Deckenbau ausgewählten Findlinge hatten neben der entsprechenden Größe mindestens eine relativ flache Seite. Seltener wurde sie durch Spalten, vermutlich durch Sprengen mittels Erhitzen und Abschrecken, umgeformt. An den Schmalseiten von Großdolmen wurden statt der Findlinge auch Platten aus Rotsandstein für den Wand- oder Zwischenwandaufbau benutzt, die im Übrigen die Lücken zwischen den Tragsteinen von Kammer und Gang oder zwischen den Randsteinen der Einfassung auffüllten.
Den nur wenig in den Untergrund eingetieften Tragsteinen der Phase nach den Urdolmen wurde durch Standplatten und Verkeilsteine der nötige Halt verschafft. Durch eine leichte Neigung nach innen und eine äußere Stampflehm- oder Steinpackung wurden die Tragsteine von Jochanlagen statisch gesichert, während die Tragsteine von Anlagen mit dreipunktaufgelegten Decksteinen senkrecht stehen.

### Höhenausbau
Die Höhe der von Ewald Schuldt in Mecklenburg-Vorpommern ausgegrabenen 106 Anlagen lag soweit ermittelbar zwischen 0,8 und 1,8 m, wobei beide Grenzwerte selten sind. In Dänemark haben einige Anlagen einen mehrschichtigen (zumeist zweischichtigen) Wandaufbau. Der Rævehøj von Dalby auf der dänischen Insel Seeland zeigt einen drei- bis vierschichtigen Wandaufbau, wodurch die Kammerhöhe der ansonsten eher unter 1,75 Meter hohen Kammern in Dänemark auf über 2,5 Meter anwächst. In einer der Anlagen von Neu Gaarz und Lancken-Granitz ist der Wandaufbau partiell zweischichtig. In Liepen und an einigen anderen Plätzen ist er im Bereich der etwa 0,5 Meter vorstehende „Überlieger“ mehrschichtig. Überlieger heißen auch die größeren Blöcke, die zuoberst auf dem Zwischenmauerwerk liegen. Partiell mehrschichtig ist auch der Wandaufbau eines Urdolmens von Neu-Gaarz, wobei der „Unterlieger“ jedoch nicht die Höhe beeinflusst.
Die verarbeiteten Decksteine haben selten ein Gewicht von mehr als 20 Tonnen (t), dagegen sind im übrigen Megalithgebiet im Einzelfall Gewichte von über 100 t (Browneshill-Dolmen im County Carlow in Irland) vertreten. Der Grundriss der Kammern ist selten quadratisch, sondern eher oval, polygonal, rechteckig (auch gebaucht), rauten- oder trapezförmig.

### Zwischenmauerwerk
Während die Wandsteine vieler kleinerer Anlagen eng aneinander stehen, können die mit Zwischenmauerwerk (in Schweden „Dichtung“ genannt) gefüllten Lücken zwischen den Tragsteinen bei Großdolmen und Ganggräbern sogar über einen Meter breit sein. Auf Seeland zeigt die Kammer eines Ganggrabes auf „Dysselodden“ (westlich von Ubby) das genaue Gegenteil. Hier wurden übermannshohe Tragsteine so genau aneinandergepasst, dass man kein Blatt Papier in die Fugen bekommt.

## Zugänge
Die von Schuldt untersuchten Megalithanlagen in Mecklenburg-Vorpommern hatten (soweit erhalten) Ganglängen zwischen 0,6 und 3,0 m, was auf das Verbreitungsgebiet bezogen ein mittlerer Wert ist.

## Dielen, Unterdielenbereich
Dielen sind für alle Kammern obligatorisch, die meist durch den Schwellenstein vom im Normalfall ungepflasterten Gang getrennt sind. Die Vorkammern der Großdolmen blieben zumeist ohne Dielung. In einigen Fällen wurden Gänge mit Dielen ausgestattet. In diesen Fällen wurde der ursprüngliche Kammerraum mittels eines zweiten, weiter zum Zugang hin liegenden Schwellensteins erweitert.
Die Grabsohlen sind in den meisten Kammern als ebene und horizontale Flächen angelegt. Eine mit Sorgfalt hergerichtete ebene und horizontale Grabsohle wurde bei einer der Megalithanlagen von Brügge beobachtet. Der Dolmen lag auf leicht abfallendem Gelände. Um ein ebenes Niveau zu erhalten, war die Grabsohle der südöstlichen Seite etwa 0,3 m in den anstehenden Boden eingetieft, auf der nordwestlichen Seite dagegen nur etwa 0,17 m. Die Grabsohle des Dolmen von St. Michaelisdonn war zwischen 0,6 und 0,8 m eingetieft. In Langwedel und Noer-Lindhöft war das Kammerpflaster zwar eben aber nicht horizontal angelegt. In beiden Kammern fiel die Grabsohle vom Zugang zur gegenüberliegenden Seite hin ab. Im Dolmen von Alt Duvenstedt ist die Grabsohle im Westteil der Kammer auf einer Breite von 0,6 m, etwa 5–8 cm höher als im Ostteil.

## Aufbau der Dielen
Aufschlussreich sind die Materialverwendung in den einzelnen der Anlage und deren regionale Unterschiede. Von 96 untersuchten Großsteingräbern in Mecklenburg liegen bei 76 mehr oder weniger vollständige Befunde über den Dielenaufbau vor. Angaben über den Aufbau in den einzelnen Anlagenbereichen wie Gang, Kammer, Quartiere, Vorkammer oder Windfang sind Ausnahmeerscheinungen. Sie lassen den Schluss zu, dass der Dielenaufbau derselben Anlage zumeist Unterschiede aufweist.
In über der Hälfte der erfassten Großsteingräber ist die Diele zweischichtig. In 12 Fällen wurde Lehmestrich über Rotsandsteinplatten angetroffen. Es folgen die Kombinationen Lehm über Rollsteinen (6), Lehm über gebranntem Feuerstein (5), gebrannter Feuerstein über Rollsteinen (6) und Lehm über Granitabschlägen (5). Die 12 restlichen Fälle verteilen sich auf 6 weitere zweischichtige Abfolgen, unter denen Feuerstein über Lehm (4) und Lehm über Schiefer (3) überwiegen.
Von 76 untersuchten Dielen sind 23 einschichtig und bestehen aus Rotsandstein (10), Rollsteinen (5) oder Lehm (3). In je drei Fällen wurde eine drei- bzw. vierschichtige Wechselfolge angetroffen. Schließlich wurde in einer sechsschichtigen Abfolge zuunterst ein Rollsteinpflaster beobachtet, worüber drei z. T. rot gebrannte Lehmschichten mit zwischengeschalteten Pflastern aus Gneisabschlägen folgen.
Mit der Vorstellung über die Abnahme weniger widerstandsfähiger Sedimentgesteine in der Bewegungsrichtung des Inlandeises stimmt überein, dass in den nordöstlichen Großsteingräbern (Schwingetal und Rügen) Rollsteinpflaster vollkommen fehlen und durch Rotsandstein bzw. paläozoische Schiefer ersetzt sind.
Die Stärke der Dielungsschicht schwankt zwischen drei und zehn cm. Einmalig ist eine Dielung in Sassen (Mecklenburg), wo dünne Rotsandsteinplatten senkrecht gestellt verlegt waren. Welche Bedeutung die Dielen hatten, zeigt die Tatsache, dass sie von den Nachnutzern entweder entfernt und erneuert oder mittels einer höher gelegenen Diele überdeckt wurden (erweiterter Dolmen von Serrahn – Spr.-Nr. 384). Dielen wurden besonders in Mecklenburg-Vorpommern und Schweden in Quartiere unterteilt.

## Ausfeuerung
Die Ausfeuerung von Megalithanlagen ist ein Phänomen der TBK, das Schuldt in Mecklenburg-Vorpommern bei 17 (von 106 untersuchten) erweiterten Dolmen und größeren Anlagen beschreibt. Die Einbeziehung der Kammern in den Totenkult ist anhand der durch Einwirkung von Feuer teilweise stark geröteten Estriche nachzuweisen. Im erweiterten Dolmen 2 von Serrahn war der Estrich dadurch teilweise gesintert und auch der sandig kiesige Boden unter dem Dielenpflaster hatte eine rote Farbe angenommen. Offensichtlich wurden auf den Dielen bei Beisetzungen kultische Feuer entfacht. Längere Zeit erfolgte dies auf der gesamten Bodenfläche.
Als der Einbau von Quartieren erfolgte, wurden diese Bereiche ausgespart und vielleicht befanden sich im rückwärtigen Teil bereits Gebeine, als man im vorderen Feuer abbrannte. Möglicherweise war auch der Bau von Quartieren in diesem Kontext entstanden. Dafür sprechen zumindest angesengte Knochen aus den normalen (Körper-)Bestattungen. In Großdolmen und Ganggräbern, die ursprünglich zum größten Teil ebenfalls durchgehende Estriche hatten, auf denen Feuer abgebrannt wurden, müssen ähnliche kultische Vorgänge erfolgt sein. Lediglich jene kleinen Anlagen, die für die einmalige Nutzung errichtet wurden (Urdolmen), also keine Kollektivgräber waren, unterblieb die Ausfeuerung.
Nach der durchdachten Aufteilung der Kammerböden in mehrere Quartiere blieb in jedem Falle ein größerer Platz nahe dem Eingang für den Totenkult erhalten. Dass es bereits vor dem Einbau der Quartiere unterschiedliche Auffassungen bei der Nutzung der Kammern und damit beim Totenkult gegeben hat, lässt sich z. B. an den in den Alt-Kreisen Grimmen, Demmin, Greifswald und Anklam gebauten Großdolmen nachweisen, die mit einem Vorraum versehen wurden. Nach Ansicht von Schuldt wurden die Kammern auch im Kontext von Ausräumungen grundlegend gesäubert und Feuer in ihnen entfacht.

## Die Erdfüllung der Kammern
Die im Zuge der Ausgrabungen von Ewald Schuldt untersuchten Kammern von über 100 Dolmen und Ganggräbern waren ohne Ausnahme mit Böden ähnlicher Struktur aufgefüllt. Da die Füllungen bei unbeschädigten oder teilzerstört angetroffenen Anlagen bis unter die Decksteine reichten, nimmt der Ausgräber an, dass auch jene Kammern, die heutzutage nur noch wenig Boden enthalten, ursprünglich nach Ende der Nutzung zugeschüttet wurden. Bereits unter den ausgegrabenen Urdolmen, den ältesten Anlagen im Norden finden sich mehrere mit völlig erhaltenen Füllungen. Aufschlussreich sind die Befunde im Everstorfer Forst. Der im Nordteil geöffnete, eingetiefte Urdolmen war so gut verschlossen, dass keine Möglichkeit zum Einrieseln von Boden bestand. Die Kammer war bis unter den Deckstein mit Erdschichten gefüllt. Zwei Pfeilspitzen als Beigaben einer Nachbestattung der Einzelgrabkultur lagen in dem durch den Eingriff durcheinandergeratenen Bereich des Füllbodens, so dass die Nachbestattung in einer zuvor bereits zugeschütteten Kammer erfolgte.

## Hügel und Einfassung (Hünenbett)

### Hügel

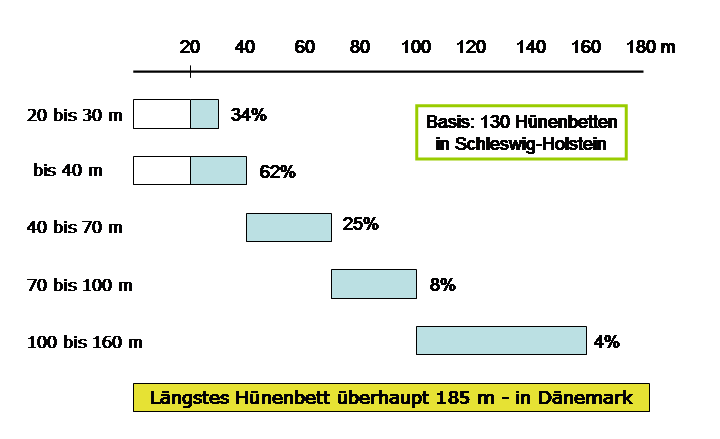
Länge der Hünenbetten Schleswig-Holsteins

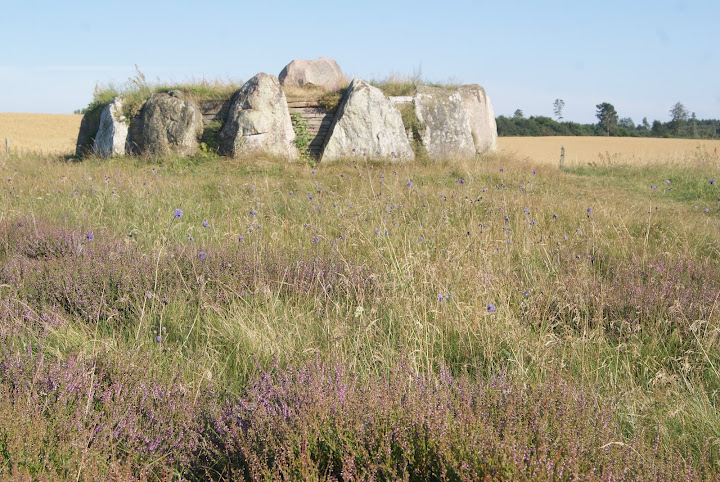
Typischer Dolmen im Rundhügel (Tustruper Gräberfeld)

Die neolithischen Hügel über den Megalithanlagen bestehen zumeist aus Erde. Das Material stammt stets aus der näheren Umgebung und war oft mit Steinen durchsetzt. „Rollsteinhügel“ sind Erdhügel, die als so genannter Steinmantel mit einer Schicht aus Rollsteinen bedeckt wurden. Eine solche Bedeckung konnte von Ewald Schuldt bei etwa 50 % der 106 von ihm untersuchten Anlagen in Mecklenburg-Vorpommern nachgewiesen werden, wenige (Kuchelmiß und Wilsen 1) weisen die komplette (restaurierte) Rollsteinschicht auf.
Im Landkreis Cuxhaven fanden sich vom Torf überwachsene Anlagen, die durch die Absenkung des Wasserspiegels zutage treten. Diese Megalithanlagen haben keine Überhügelung. Sie werden von einigen Forschern als Beleg dafür gewertet, dass nicht alle Anlagen überhügelt waren. Bei diesen Anlagen ist jedoch unklar, ob der Erdhügel nicht schon bald nach der Errichtung der Erosion zum Opfer gefallen ist.

### Einfassung
Die langrechteckige Einfassung des Hügels aus mehr oder minder großen Randsteinen ist in der nordischen Megalitharchitektur verbreitet. Sie wird in Deutschland Hünenbett oder Langbett, (in den Niederlanden hunebed) genannt. Daneben gibt es runde, D-förmige (Lübeck-Blankensee, Gowens/Plön) ovale und doppeltovale, dreieckige (zumeist in Polen), trapezförmige und vereinzelt unregelmäßige Einfassungen, von denen in Mecklenburg-Vorpommern 17 (bei fünf verschiedenen Kammertypen) ausgegraben wurden. Vor allem in Dänemark gibt es Rundhügel mit runden Einfassungen. Die Geometrie der Einfassung ist unabhängig vom Typ oder der Form der Kammer, die sie umgibt. Lediglich im Wötz (bei Leetze) ist eine Parallelität von trapezoidem Hünenbett und trapezoider Kammer eine bemerkenswerte Ausnahme. Die Hünenbetten von Nieby und Philippstal sollen der Länge nach durch eine Steinreihe in zwei Hälften geteilt gewesen sein. In der Südhälfte von Nieby fand sich eine Kammer, in Philippstal waren es zusammen drei Kammern, die in beiden Hälften lagen.

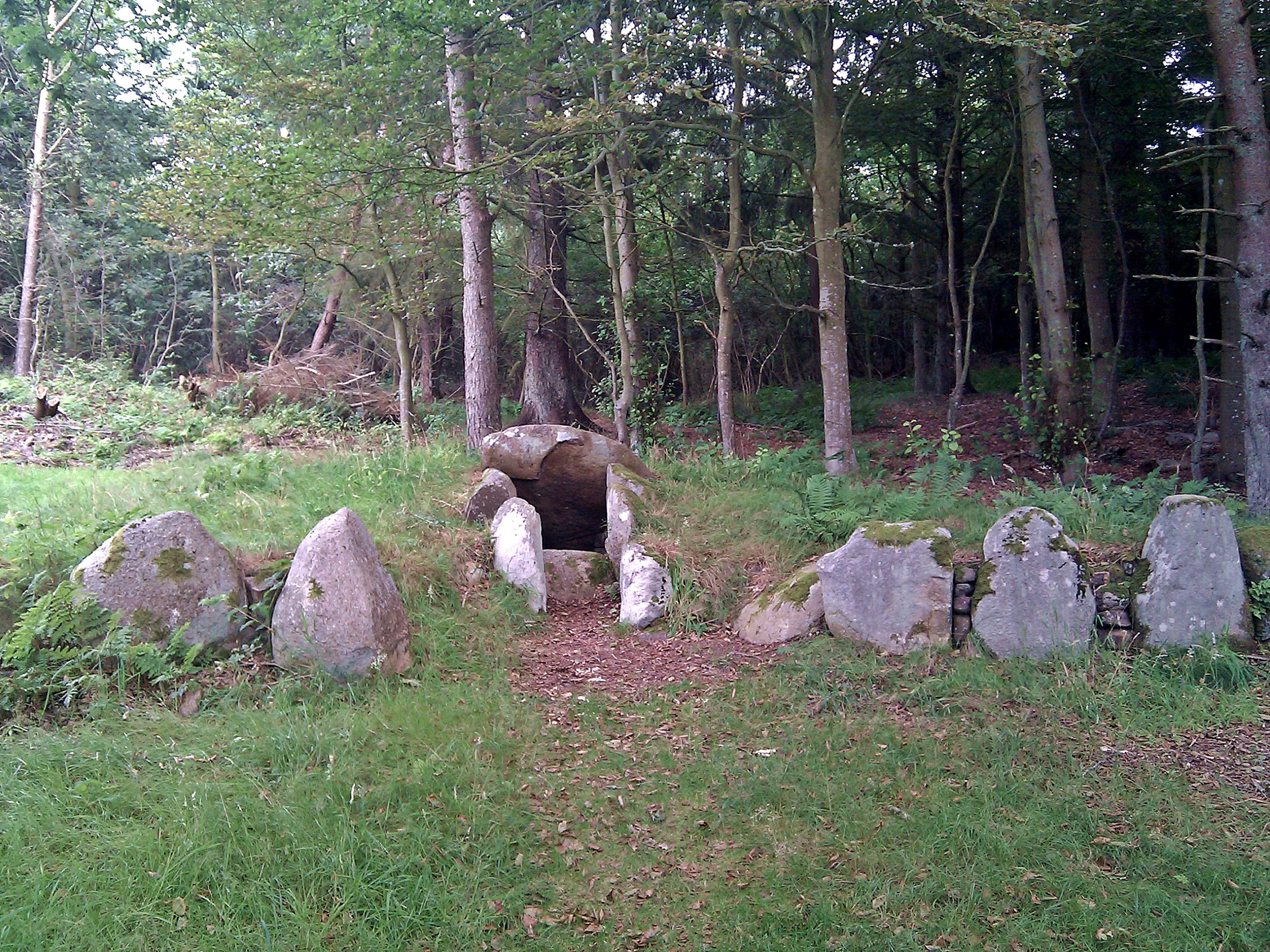
Quer zum Hünenbett liegend - Querlieger

Die in Hünenbetten liegenden Dolmen oder Ganggräber können rechteckig, trapezförmig (Langdysser von Harreby) oder oval sein. Sie können längs (zumeist bei Hünenbetten mit Urdolmen) oder quer (Querlieger, meist bei Anlagen mit Gängen) oder schräg (z. B. Langdysser im Varnæs Tykke, Dolmen von Putlos, Urdolmen im Everstorfer Forst, Großsteingräber bei Lonvitz, Großsteingräber bei Lancken-Granitz, Megalithanlage von Ostenfeld) im Hügel liegen. Ein solches Beispiel sind auch die Hünenbetten von Grundoldendorf (Gemeinde Apensen, Kreis Stade). Es kommen auch mehrere Dolmen und Ganggräber innerhalb einer Einfassung vor (Ellested auf Fünen (5), Langdysse von Lønt, südlich des Haderslev Fjord (4), Waabs bei Eckernförde (3)). Auch unterschiedliche Anlagentypen kommen im selben Hünenbett vor. In Idstedt wurde eine Kammer in einem ausgegangenen Rundhügel von 10 Meter Durchmesser nachgewiesen, der Ausgangspunkt für die Erweiterung zu einem Hünenbett war, das allerdings nur in Spuren nachzuweisen war.

### Ausrichtung
Bei der Orientierung der Hünenbetten und der Kammern dominiert in Mecklenburg-Vorpommern die nord-südliche mit 55 (etwa 40 %), vor der ost-westlichen mit 50 (etwa 36 %) Fällen. Nordwest-Südost- und Nordost-Südwestausrichtungen sind mit jeweils 17 (je etwa 12 %) deutlich seltener.

### Abmessungen

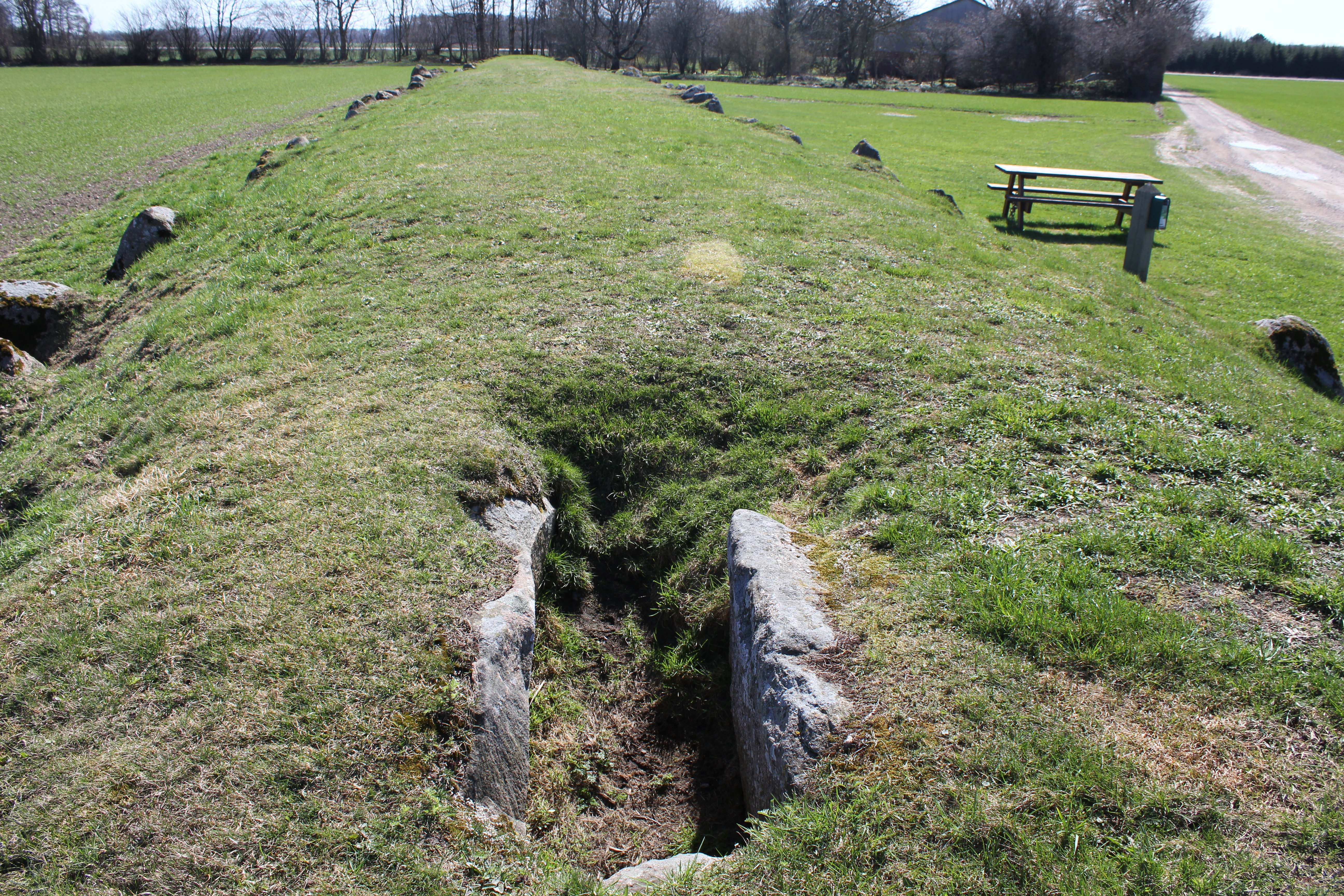
Lindeskov auf Fünen, 168 Meter lang

Die Einfassungen können die eigentliche Anlage allseitig sehr eng umgeben oder als 168 Meter lange und 4–5 Meter breite Einfassung (Langdysse von Lindeskov auf Fünen) einen kleinen Urdolmen umgeben. Lindeskov ist das zweitlängste Hünenbett Dänemarks (nach dem Kardyb Dysse, zwischen Tastum und Kobberup mit 185 Metern). Diese außergewöhnlichen Längen kommen bereits bei den prämegalithischen Monumenten der Trichterbecherkultur vor. So ist die Anlage (No. 86) von Březno (dt. Briesen) im nordböhmischen Louny (dt. Laun) eine Anlage vom „Niedźwiedź-Typ“ (NTT), deren eines Ende unbestimmbar ist, mindestens 143,5 Meter lang. Das 40 × 25 Meter große Hünenbett Rokkestenen weist mit 800 m² umbauter Fläche eine ähnliche Größe auf wie die längere, aber schmalere Anlage von Lindeskov.
Zum Vergleich: Das längste erhaltene deutsche Hünenbett Alter Hau 1 liegt im Sachsenwald in Schleswig-Holstein und misst 154 Meter. In Polen ist die längste Einfassung eines kammerlosen Hünenbettes 130 Meter lang. Eine 125 Meter lange Einfassung ebenfalls für ein Hünenbett ohne Kammer ist die längste in Mecklenburg-Vorpommern. Der Visbeker Bräutigam ist mit 104 Meter das längste Hünenbett Niedersachsens. Nur 47 Meter hat die Einfassung von Steinfeld, die längste Einfassung in Sachsen-Anhalt. Westfälische Galeriegräber gehören aufgrund der Tatsache, dass sie auch von den Trägern der Trichterbecherkultur errichtet wurden, auch zur nordischen Megalitharchitektur und sind kürzer (maximal 35 Meter).
Anlagen mit runden Einfassungen (Runddysse Opferstein, Poskær Stenhus oder Runddysse von Vielsted) erreichen selten 20 Meter Durchmesser.
Munkwolstrup 7, im Arnkielpark, ist ein Nordwest-Südost-orientiertes trapezoides Hünenbett mit der Sprockhoff-Nr. 31 von etwa 46,0 Metern Länge und 17 auf 15,5 Metern Breite. Die Anlage ist damit erheblich breiter als alle Hünenbetten der TBK, deren Breite zumeist im Bereich um 7,0 m liegt.